# Pinchas (parashah)
Pinchas, Pinhas, o Pin'has (ebraico: פִּינְחָס — nome traslitt.: “Phinehas”, nome biblico che tradotto in italiano significa "di pelle scura" - sesta parola, e incipit di questa parashah) è la 41ª porzione settimanale della Torah (ebr. פָּרָשָׁה – parashah o anche parsha/parscià) nel ciclo annuale ebraico di letture bibliche dal Pentateuco, ottava nel Libro dei Numeri. Rappresenta il passo Numeri 25:10-30:1, che gli ebrei leggono generalmente a fine giugno o in luglio.
Poiché la parashah elenca le leggi delle Festività ebraiche, gli ebrei leggono parti di questa parshah anche come letture della Torah in molte feste ebraiche. Numeri 28:1-15 è la lettura biblica di Rosh Chodesh durante la settimana (incluso quando il sesto o settimo giorno di Hanukkah cade di Rosh Chodesh). Numeri 28:9-15 è la lettura biblica maftir per lo Shabbat Rosh Chodesh. Numeri 28:16-25 è la lettura biblica maftir dei primi due giorni della Pesach. Numeri 28:19-25 è la lettura maftir dei giorni intermedi (Chol haMoed) e settimo e ottavo giorno di Pesach. Numeri 28:26-31 è la lettura maftir di ciascun giorno dello Shavuot. Numeri 29:1-6 è la lettura maftir di ciascun giorno di Rosh haShanah. Numeri 29:7-11 è la lettura maftir della mattina di Yom Kippur (Shacharit). Numeri 29:12-16 è la lettura maftir dei primi due giorni di Sukkot. Numeri 29:17-25 è la lettura biblica del primo giorno intermedio di Sukkot. Numeri 29:20-28 è la lettura della Torah del secondo giorno intermedio di Sukkot. Numeri 29:23-31 è la lettura della Torah del terzo giorno intermedio di Sukkot. Numeri 29:26-34 è la lettura biblica del quarto giorno intermedio di Sukkot, e anche di Hoshana Rabbah. Infine Numeri 29:35-30:1 è la lettura biblica maftir sia di Shemini Atzeret che di Simchat Torah.

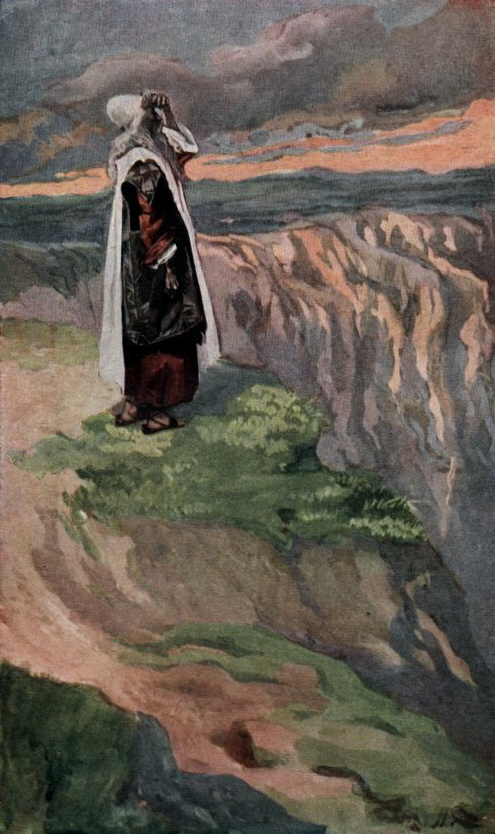
Mosè vede la Terra Promessa da lontano (acquerello di James Tissot, 1896–1902)

### Testi
- Testo Masoretico e traduzione JPS 1917, su mechon-mamre.org.
- Parshah cantata, su bible.ort.org. URL consultato il 9 marzo 2013 (archiviato dall'url originale il 14 maggio 2011).
- Parshah in ebraico, su mechon-mamre.org.

### Commentari
- Academy for Jewish Religion, New York, su ajrsem.org.
- Aish.com. URL consultato il 9 marzo 2013 (archiviato dall'url originale il 20 luglio 2011).
- American Jewish University, su judaism.ajula.edu (archiviato dall'url originale il 4 marzo 2012).
- Anshe Emes Synagogue, Los Angeles, su anshe.org. URL consultato il 9 marzo 2013 (archiviato dall'url originale il 19 aprile 2010).
- Bar-Ilan University, su biu.ac.il. URL consultato il 9 marzo 2013 (archiviato dall'url originale il 6 gennaio 2011).
- Chabad.org.
- eparsha.com.
- G-dcast, su g-dcast.com. URL consultato il 9 marzo 2013 (archiviato dall'url originale il 20 marzo 2013).
- The Israel Koschitzky Virtual Beit Midrash, su vbm-torah.org. URL consultato il 9 marzo 2013 (archiviato dall'url originale il 9 giugno 2011).
- Jewish Agency for Israel, su jewishagency.org. URL consultato il 9 marzo 2013 (archiviato dall'url originale il 15 settembre 2012).
- Jewish Theological Seminary (XML), su jtsa.edu. URL consultato il 9 marzo 2013 (archiviato dall'url originale l'11 marzo 2013).
- Miriam Aflalo, su mishpacha.com. URL consultato il 9 marzo 2013 (archiviato dall'url originale il 6 aprile 2012).
- MyJewishLearning.com. URL consultato il 9 marzo 2013 (archiviato dall'url originale il 7 ottobre 2008).
- Ohr Sameach, su ohr.edu.
- Orthodox Union, su ou.org.
- OzTorah, Torah from Australia, su oztorah.com.
- Oz Ve Shalom — Netivot Shalom, su netivot-shalom.org.il. URL consultato il 9 marzo 2013 (archiviato dall'url originale il 24 giugno 2010).
- Pardes from Jerusalem, su pardes.org.il. URL consultato il 9 marzo 2013 (archiviato dall'url originale il 14 marzo 2012).
- RabbiShimon.com. URL consultato il 9 marzo 2013 (archiviato dall'url originale il 16 marzo 2012).
- Rabbi Shlomo Riskin, su ohrtorahstone.org.il. URL consultato il 9 marzo 2013 (archiviato dall'url originale il 21 agosto 2011).
- Rabbi Shmuel Herzfeld, su rabbishmuel.com. URL consultato il 9 marzo 2013 (archiviato dall'url originale l'11 marzo 2013).
- Reconstructionist Judaism, su www4.jrf.org. URL consultato il 9 marzo 2013 (archiviato dall'url originale il 16 febbraio 2006).
- Sephardic Institute, su judaic.org. URL consultato il 9 marzo 2013 (archiviato dall'url originale il 26 luglio 2011).
- Shiur.com.
- 613.org Jewish Torah Audio, su 613.org. URL consultato il 9 marzo 2013 (archiviato dall'url originale il 9 giugno 2011).
- Tanach Study Center, su tanach.org.
- Torah from Dixie [collegamento interrotto], su tfdixie.com.
- Torah.it, su archivio-torah.it.
- Torah.org.
- TorahVort.com.
- Union for Reform Judaism, su urj.org. URL consultato il 9 marzo 2013 (archiviato dall'url originale il 18 giugno 2009).
- United Hebrew Congregations of the Commonwealth, su chiefrabbi.org.
- United Synagogue of Conservative Judaism, su uscj.org. URL consultato il 9 marzo 2013 (archiviato dall'url originale il 14 agosto 2012).
- What’s Bothering Rashi?, su shemayisrael.com.
- Yeshiva University, su yutorah.org. URL consultato il 9 marzo 2013 (archiviato dall'url originale il 18 dicembre 2019).